# Гролмус, Иозеф
Иозеф Гролмус (нем. Josef Grolmus; 25 февраля 1961—13 июля 2020) — немецкий бодибилдер, золотой призёр «Чемпионата Мира» среди любителей (World Amateur Championships — IFBB) (1985).
Самый успешный словацкий и чехословацкий культурист.

## Биография
В начале 1980-х годов вместе с братом Паволом переехал в Западную Германию. Культуризмом начал заниматься с юношества.
В 1984 году, будучи в возрасте 23 лет, победил на «Чемпионате Европы» среди любителей (European Amateur Championships — IFBB) в полутяжёлом весе. Также в 1984 году стал серебряным призёром «Чемпионата Мира» среди любителей (World Amateur Championships — IFBB). В 1985 году на том же соревновании победил и получил карту профессионального культуриста.
С 1986 года спортсмен начал принимать участие в профессиональных турнирах. Дебютировал на конкурсе «Мистер Олимпия» (Колумбус (Огайо), США) и занял десятое место. В том году победу одержал Ли Хейни.
В 1987 году ухудшил свой результат на конкурсе «Мистер Олимпия» (Гётеборг, Швеция), финишировав 15-м. Также выступил на конкурсе «Чемпионате Мира Про» (World Pro Championships — IFBB), где финишировал на 7-й позиции. Бодибилдер продолжал свои выступления до 1990 года.
Старший брат Павол, как Иозеф, также начал заниматься бодибилдингом и вскоре стал профессиональным культуристом.
Дальнейшая жизнь спортсмена неясна, есть информация, что обоих братьев убили в 1996 году. Их тела нашли спустя лишь 10 лет. Мотивы преступления неизвестны.
14 июля 2020 года информация о смерти спортсмена была опубликована на официальной странице IFBB: было сообщено о том, что словацкий бодибилдер Иозеф Гролмус, чемпион мира по бодибилдингу среди любителей 1985 года, был найден мёртвым в своём доме. Причина смерти так и осталась неизвестной.